# Hans-Georg Schleicher
Hans-Georg Schleicher (* 13. Mai 1943 in Törpin, Landkreis Demmin, Provinz Pommern; † 26. Mai 2024) war ein deutscher Diplomat und Afrika-Historiker. Er war Botschafter der DDR in Simbabwe.

## Leben
Hans-Georg Schleicher studierte von 1962 bis 1966 Geschichte und Geografie an der Martin-Luther-Universität in Halle/Saale mit dem Abschluss als Diplom-Historiker. 1969 promovierte er zur Zeitgeschichte Ghanas und trat ins Ministerium für Auswärtige Angelegenheiten (MfAA) der DDR ein, zunächst in die Vierte Außereuropäische Abteilung (Afrika), später nach einer Umstrukturierung in die Abteilung Ost- und Zentralafrika (OZA). 1972 bis 1973 war er als Attaché an der Botschaft in Äquatorialguinea tätig und von 1974 bis 1977 als Zweiter Sekretär und Stellvertreter des Botschafters in Sambia. Danach wurde Schleicher Sektorleiter Südliches Afrika in der Abteilung OZA. Von 1979 bis 1981 berief man ihn zum Ersten Sekretär in der DDR-Delegation beim Sicherheitsrat der UNO in New York. Von 1981 bis 1983 wurde er als Stellvertretender Leiter der Abteilung OZA eingesetzt.
In den Jahren 1983 bis 1988 war er Botschafter in Simbabwe und von 1989 bis 1990 Leiter der Diplomatischen Beobachtermission der DDR in Namibia, ehe er von 1991 bis 1993 im Deutschen Komitee für Europäische Sicherheit und Zusammenarbeit als Koordinator des "Berliner Begegnungsforums" wirkte. Er begleitete hierbei in Zusammenarbeit mit den vier alliierten Streitkräften deren Abzug aus Gesamtberlin mit wechselseitigen Begegnungen und politischen Informationsveranstaltungen. Seit 1991 forschte und publizierte Schleicher zur Afrikapolitik der beiden deutschen Staaten und zu Entwicklungen im südlichen Afrika. Nebenbei war er als Berater bei der Unabhängigen Wahlkommission Südafrikas tätig wie mehrmals als Wahlbeobachter für die Vereinten Nationen und die EU.

## Werke (Auswahl)
- mit Ilona Schleicher und Ulrich von der Heyden (Herausgeber): Die DDR und Afrika. Zwischen Klassenkampf und neuem Denken. LIT Verlag, Münster 1993, ISBN 978-3-89473-473-2
- mit Ilona Schleicher und Ulrich von der Heyden (Herausgeber): Engagiert für Afrika. Die DDR und Afrika II. LIT Verlag, Münster und Hamburg 1994, Afrikanische Studien Band 6, ISBN 3-8258-2080-7.
- mit Ilona Schleicher: Die DDR im südlichen Afrika. Solidarität und Kalter Krieg. Hamburg 1997, Institut für Afrika-Kunde, Band 97, ISBN 3-928049-46-1.
- mit Ulf Engel und Inga-Dorothee Rost: Die beiden deutschen Staaten in Afrika. Zwischen Konkurrenz und Koexistenz 1949-1990. Hamburg 1998, Institut für Afrika-Kunde, Band 57, ISBN 3-928049-51-8.
- mit Ilona Schleicher: Special flights to southern Africa SAPES Trust.; Southern Africa Regional Institute for Policy Studies. Harare 1998, SAPES Books [SAPPHO], ISBN 978-1-77905-071-7
- Südafrikas neue Elite, Die Prägung der ANC-Führung durch das Exil. Institut für Afrika-Kunde, Hamburg 2005, Band 74, ISBN 978-3-928049-89-4.
- Regionale Sicherheitskooperation im südlichen Afrika: SADC und OPDSC. Universität Leipzig, Institut für Afrikanistik, 2006, ISBN 978-3-935999-55-7.
- Zeitenwende am Sambesi. Als Diplomat, Historiker und Zeitzeuge im südlichen Afrika. Verband für Internationale Politik und Völkerrecht e.V., Berlin 2010, Schriften zur Internationalen Politik ("Blaue Reihe"), Hefte 26 und 27 (ohne ISBN)
- Doppelte Zeitenwende. Der Süden Afrikas und Deutschlands Osten. Welt Trends-Potsdamer Wissenschaftsverlag 2020, ISBN 978-3-947802-53-1.

## Beiträge in Sammelbänden und Zeitschriften
(Auswahl nach Angaben des Autors)
- Der Unabhängigkeitsprozeß Namibias im Zusammenwirken internationaler und nationaler Faktoren, in: asien, afrika, lateinamerika 20(1992)1, S. 117–131
- UNTAG und der internationale Faktor im Unabhängigkeitsprozeß Namibias, in: Afrika Spektrum 27(1992)3, S. 327–341

- The German Democratic Republic and the South African Liberation Struggle. In: The Road to Democracy in South Africa. Volume 3, International Solidarity, Part 2, University of South Africa 2008, S. 1069–1153, ISBN 978-1-86888-503-9
- The German Democratic Republic (GDR) in the Liberation of Southern Africa. In: A. J. Temu und J. das N. Tembe (Hrsg.): Southern African Liberation Struggles. Band 8, Countries and Regions Outside SADC, Mkuki na Nyota Publishers, Dar-es-Salaam 2014, ISBN 978-9987-753-28-4
- Wie hältst Du es mit Südafrika? – Die Gretchenfrage der Afrika-Politik beider deutscher Staaten. In: Hans Lessing, Tilman Detering, Jürgen Kampmann, Dirkie Smit (Hrsg.): Umstrittene Beziehungen. Protestantismus zwischen dem südlichen Afrika und Deutschland von den 1930er Jahren bis in die Apartheidzeit. Harrasowitz Verlag, Wiesbaden 2015, ISBN 978-3-447-10424-1, S. 509–521.
- German Democratic Republic (GDR) support for Umkhonto weSizwe (MK) - Solidarity or "rooi gevaar"(communist threat)? veröffentlicht vom Büro der Rosa-Luxemburg-Stiftung in Johannesburg [Südafrika] unter International Politics/History 02/2015
- Rivonia – a wake-up call for East German solidarity. In: The Thinker. A Pan-African Quarterly for Thought Leaders, Cape Town. Quarter 2 – 2019, Band 80, S. 42–44